# Beata Mazurek
assinatura
Beata Mazurek (Ostrów Mazowiecka; 19 de Outubro de 1967 — ) é uma política da Polónia. Ela foi eleita para a Sejm em 25 de Setembro de 2005 com 7012 votos em 7 no distrito de Chełm, candidata pelas listas do partido Prawo i Sprawiedliwość.